# Колесов, Александр Александрович (генерал-лейтенант)
Александр Александрович Колесов (18 октября 1919, с. Лосево, Солигаличский район, Костромская область — 20 июня 1998, Москва) — советский военный, государственный и политический деятель, генерал-лейтенант.

## Биография
Родился в 1919 году в селе Лосево. Член КПСС.
С 1941 года — на военной службе, общественной и политической работе. В 1941—1979 гг. — участник Великой Отечественной войны, командир взвода, начальник разведки отдельного гвардейского минометного дивизиона, командир батареи, заместитель командира, командир отдельного гвардейского минометного дивизиона, заместитель командира гвардейской минометной бригады, слушатель Академии им. Ф. Э. Дзержинского, командир дивизиона, заместитель командира инженерной бригады РВГК, командир инженерной бригады РВГК, командир ракетной дивизии, слушатель Военной академии Генштаба, командир отдельного ракетного корпуса, старший преподаватель кафедры стратегии в Военной академии Генштаба.
Избирался депутатом Верховного Совета Казахской ССР 7-го созыва.
Умер в Москве в 1998 году. Похоронен на Троекуровском кладбище.